# Monika Liubinaitė
Monika Liubinaitė (művésznevén Monika Liu) (Klaipėda, 1988. február 9. – ) litván énekesnő, dalszerző. Ő képviselte Litvániát a 2022-es Eurovíziós Dalfesztiválon Torinóban, a  Sentimentai  című dallal.

## Magánélete
Liubinaitė 1988. február 9-én született Klaipėdában. Zenész családból származik, kiskorában balettozni tanult. Tanulmányait a Klaipėdai Egyetemen végezte dzsessz-szakon, ezt követően a bostoni Berklee Zeneművészeti Főiskolán tanult. Tanulmányai befejezése után Londonba költözött, de mára már Vilniusban él.

## Zenei karrierje
Az énekesnő ötévesen már hegedülni tanult, majd tíz évvel később kezdett el az énekléssel foglalkozni. 2004-ben szerepelt a Dainų dainelė elnevezésű országos iskolai énekversenyen. Diplomája megszerzése után Londonban írt dalokat. 
A The Voice litván változatának hetedik és nyolcadik évadának egyik mestere volt, valamint a litván Álarcos Énekes második évadának egyik nyomozója.
2021. december 7-én vált hivatalossá, hogy az énekesnő bekerült a Pabandom iš naujo! litván eurovíziós nemzeti válogató mezőnyébe. Versenydalának a címe másnap lett nyilvános, míg a dalt hivatalosan 2022. január 18-án, a harmadik válogatóban mutatták be először. A válogatóban a zsűri és a nézők szavazatai alapján első helyen jutott tovább a február 5-én megrendezett második elődöntőbe, ahonnan szintén első helyen jutott tovább a döntőbe. A február 12-én rendezett nemzeti döntőben Liubinaitė és a Sentimentai című dal győzött, így képviselhette Litvániát az Eurovíziós Dalfesztiválon. A torinói versenyen az elődöntőből továbbjutva a döntő 14. helyén végzett.

## Diszkográfia

### Stúdióalbumok
- I Am (2015)
- Lünatik (2019)
- Melodija (2020)

### Kislemezek
- Journey to the Moon (2015)
- On My Own (2016)
- Hello (2017)
- Komm Zu Mir (2019)
- I Got You (2019)
- Falafel (2019)
- Vaikinai trumpais šortais (2019)
- Troškimas (2020)
- Sentimentai (2022)